# Ninigi

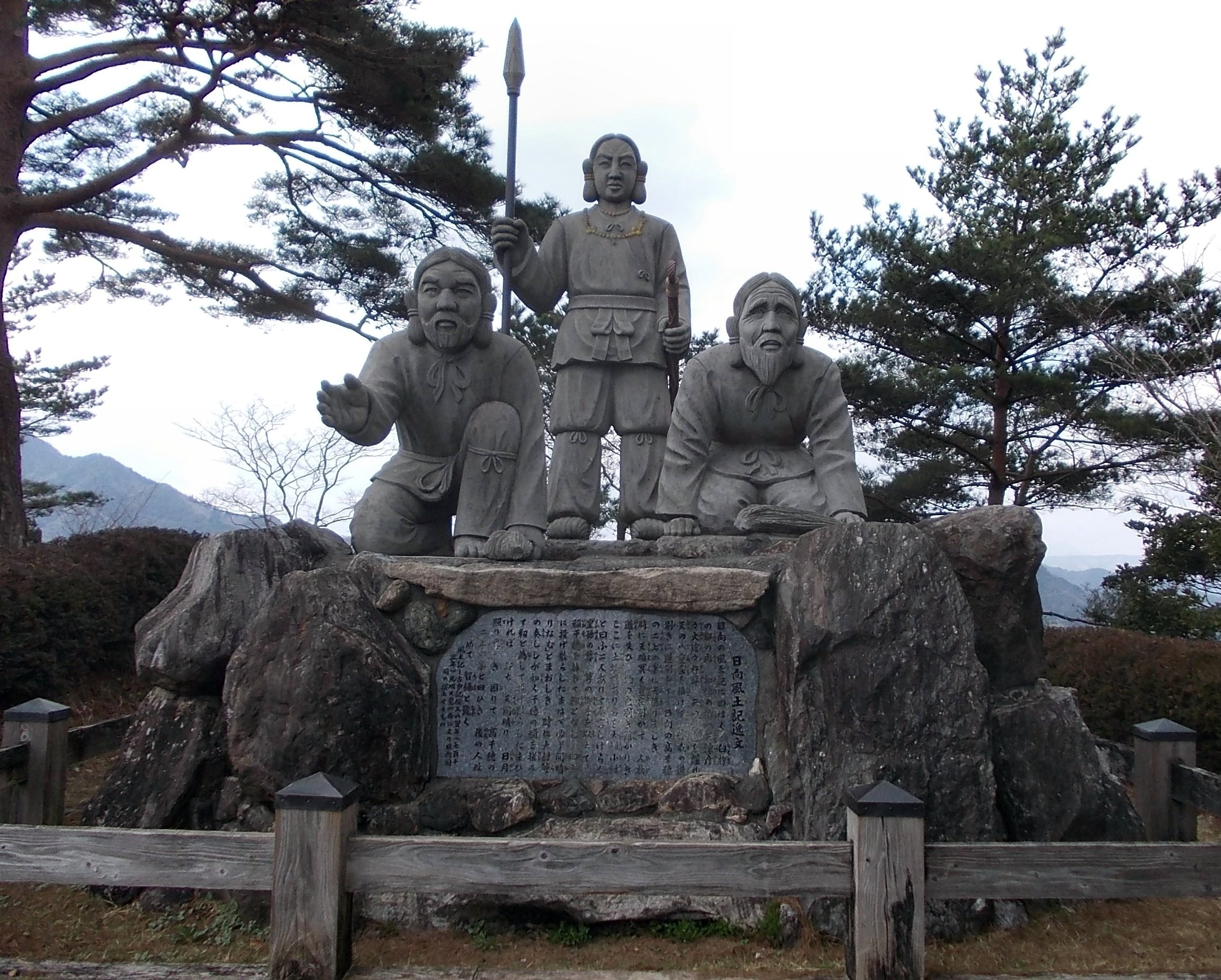
Standbeeld in Kunimigaoka

Ninigi is in de Japanse mythologie een kleinzoon van de zonnegodin Amaterasu, en werd uitgezonden om de eerste heerser van Japan te worden. Hij vestigde zich op de berg Takahicho in Hyuga, zuidelijk Kyushu. De eerste keizer, Jimmu, geldt als een kleinzoon of achterkleinzoon van Ninigi.
Een lokale zonnegod, de "apenprins", probeerde te voorkomen dat Ninigi uit de hemel afdaalde. Ame-No-Uzume, de godin van de dageraad en de lach, verleidde deze apenprins daarop en zij trouwden.